# 过邦辅
过邦辅（1919年10月—？），男，江苏无锡人，中国骨外科专家，曾任上海第二医科大学教授、博士生导师。